# Bufo brevirostris
Bufo brevirostris är en groddjursart som beskrevs av Rao 1937. Bufo brevirostris ingår i släktet Bufo och familjen paddor. Inga underarter finns listade.